# Ermita de Santa Llúcia de Sobremunt
Santa Llúcia de Sobremunt és una ermita de Sobremunt (Lluçanès), inclosa a l'Inventari del Patrimoni Arquitectònic de Catalunya, que es troba en un dels cims de la muntanya de Santa Llúcia de Sobremunt.

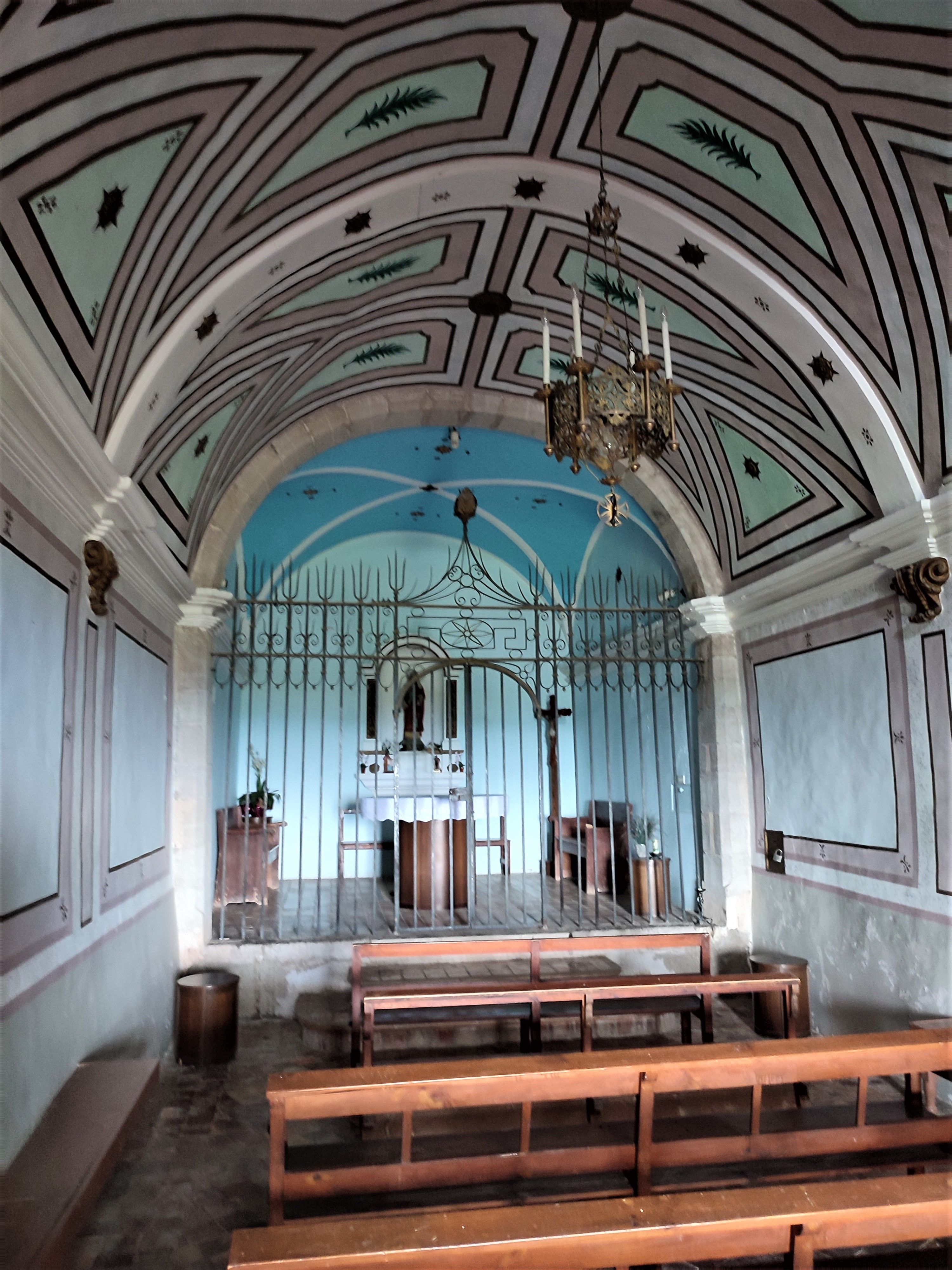
Interior de l'ermita

## Descripció
Edifici religiós orientat a ponent i situat en el punt culminant de la serra de Sobremunt (957 metres d' altitud). Fou erigit al 1407, sota el patronatge de Santa Llúcia i St. Quitèria.
Està envoltada per un mur de pedra i s'hi accedeix per una porxada amb volta arrodonida. A sobre el portal, hi ha un gravat amb pedra i la data de 1720, any en què fou totalment renovada.
El Campanar és de torre amb un teulat a quatre aigües i s'hi conserva la campana. La capella està totalment reformada i una gran pedra de molí forma l'altar. Al cantó esquerra hi té adossat un cos format per tres successives ampliacions. En la llinda del portal s'hi llegeix: SANTA LLUCIA ORA PRO NOBIS ANY 1718.

## Història
Durant l'estiu de l'any 1982 s'hi realitzà una restauració per part de la Generalitat de Catalunya.